# Acraea toka
Acraea toka är en fjärilsart som beskrevs av Embrik Strand 1912. Acraea toka ingår i släktet Acraea och familjen praktfjärilar. Inga underarter finns listade i Catalogue of Life.